# Jakobida
Jakobida — таксон екскават. Містить близько 10 вільноживучих, гетеротрофних джгутикових. Група має значний інтерес серед науковців через їхній унікальний бактеріально-подібний мітохондріальний геном.

## Опис
Одноклітинні організми завдовжки до 15 мкм. Вони мають два джгутика з одного боку. Один із джгутиків пов'язаний із борозенкою, яка займає більшу частину однієї сторони клітини. Ця борозна призначена для живлення, а рух джгутика створює потік рідини з органічними частинками. Інший джгутик призначений для руху клітини.

## Спосіб життя
Більшість видів вільно плавають у субстраті, деякі види можуть тимчасово прикріплюватися до дна джгутиком. Reclinomonas і Histionas більшу частину життя проводять у сидячому стані у спеціальних туніках (Lorica). Jakobida знайдені у різних середовищах: морських, прісноводних, на ґрунті, у гіперсолених водоймах. Сидячі форми відомі лише у прісних водоймах.

## Класифікація
Кавальє-Сміт включав порядок із 5 родин до типу Loukozoa:
- Andaluciidae
- Stygiellidae
- Moramonadidae
- Jakobidae
- Histionidae

Пізніші дослідники підвищили порядок до типу і включали його до таксону Discoba.